# Koszewo (województwo podlaskie)
Koszewo – wieś w Polsce położona w województwie podlaskim, w powiecie bielskim, w gminie Brańsk.
W latach 1975–1998 miejscowość administracyjnie należała do województwa białostockiego.
Według Powszechnego Spisu Ludności z 1921 roku wieś zamieszkiwało 201 osób, wśród których 194 było wyznania rzymskokatolickiego, 1 prawosławnego a 6 mojżeszowego. Jednocześnie wszyscy mieszkańcy zadeklarowali polską przynależność narodową. Było tu 34 budynków mieszkalnych.
Znajdują się tam szkoła podstawowa rozwiązana dnia 31.08.2012 r., lecznica dla zwierząt, hydrofornia, Ochotnicza Straż Pożarna, świetlica wiejska. Przystanek PKS łączy wieś z gminą Brańsk i powiatem bielskim, z Boćkami.
Wierni kościoła rzymskokatolickiego należą do parafii Wniebowzięcia Najświętszej Maryi Panny w Łubinie Kościelnym.